# Crystal (informatica)
Crystal è una famiglia di metodologie agili creata da Alistair Cockburn che lavora sul concetto di metologia a partire dagli anni '90 del ventesimo secolo quando gli fu dato questo incarico dall'IBM Consulting Group. Cockburn ha creato una famiglia di metodologie perché ritiene che i progetti si dividano in diverse tipologie e che sarebbe sbagliato adottare un'unica strategia di approccio al problema che prescindesse da queste differenze.
Crystal è orientato alle persone, come tutte le metodologie agili, e parte dall'osservazione che seguire delle regole rigide è difficile per le persone. Sceglie quindi tra le modalità lavorative non fortemente organizzate quelle più funzionali. In questo modo si paga uno scotto in termini di efficienza guadagnandoci in semplicità.

## Formalizzazione
Alistair Cockburn individua e formalizza i tre punti critici di un progetto sviluppato con una metodologia agile:
- Ammontare dei dettagli richiesti nelle specifiche (dipendono dalla pericolosità dei possibili malfunzionamenti e dalla frequenza delle comunicazioni interne al team);
- Non è possibile eliminare del tutto le forme scritte di comunicazione, ad esempio il project plan, usate nei team di sviluppo (in alcuni casi sarebbe controproducente non avere un terreno comune di dialogo, si può però ridurre tutto al minimo se si rilasciano spesso versioni intermedie ma testate);
- Le convenzioni di lavoro vanno continuamente aggiornate (per adattarle alle personalità dei componenti del team, all'ambiente di lavoro, alle peculiarità del progetto stesso).

Quindi suggerisce la soluzione in sole tre norme:
- Rilasci frequenti di nuove versioni;
- Comunicazione diretta fra gli attori del progetto;
- Miglioramento riflessivo dovuto all'esperienza del momento.